# SNS 24
O Centro de Contacto do Serviço Nacional de Saúde – SNS 24 (por vezes ainda vulgarmente chamado de Linha Saúde 24, sua designação anterior) é um serviço omnicanal do Serviço Nacional de Saúde português, que tem por missão disponibilizar aos cidadãos informações e serviços para melhor acessibilidade ao sistema de saúde, desde informações gerais e marcação de consultas, prestação de telecuidados de enfermagem, e triagem e encaminhamento em situações de urgência médica.
O funcionamento do SNS 24 é assegurado pelos Serviços Partilhados do Ministério da Saúde (SPMS), de acordo com o Decreto-Lei n.º 69/2017, de junho 2017. Mantém o número telefónico 808 24 24 24 e está disponível online em www.sns24.gov.pt.
Atualmente, o SNS 24 conta com quatro principais canais – Linha telefónica, Portal SNS 24, App SNS 24 e Balcão SNS 24.

## História
Na génese do atual SNS 24, esteve o "Dói Dói Trim Trim", um serviço telefónico dirigido a pais e cuidadores de crianças que foi estreado em 1998. Em 2002, surgiu a Linha de Saúde Pública, destinada a informar, ajudar e esclarecer a população sobre questões de saúde pública. Foi a conjugação destes dois serviços que acabou por resultar na Linha Saúde 24 (Centro de Atendimento do Serviço Nacional de Saúde, CASNS), antecessor direto do SNS 24, criada no dia 25 de abril de 2007.
Inserido no processo de transformação digital da Saúde, o SNS 24 foi inaugurado no dia 24 de julho de 2017, numa cerimónia presidida pelo Primeiro-Ministro, António Costa, como uma remodelação da Linha Saúde 24, com a integração adicional de serviços digitais de telessaúde.